# Людолови (роман)
«Людолови» — історичний роман української радянської письменниці Зінаїди Тулуб (1890—1964) у 2-х томах, написаний упродовж 1934—1937 років.
У романі відображено важкий стан поневоленого народу в період кінця XVI — початку XVII століття, у час постійних набігів на українські землі ординців та польсько-шляхетських загарбників.
У першому томі письменниця розповідає про Запорізьку Січ, про діяльність гетьмана Петра Сагайдачного та інших історичних особистостей.

## Персонажі
Головними героями є українські козаки, їхні соратники та прості люди, які стають жертвами та водночас героями цих історичних подій. Важливу роль відіграють також польські шляхтичі та інші представники шляхти, які беруть участь у захопленні українського населення.

## Історія написання
Історія написання роману "Людолови" Зінаїди Тулуб пов'язана з великим інтересом письменниці до української історії та культурної спадщини. Робота над романом припадає на 1930-ті роки, коли Тулуб, як і багато інших українських інтелектуалів, прагнула підкреслити самобутність і героїчну історію українського народу, зокрема період національно-визвольної боротьби під проводом Богдана Хмельницького.

Передумови написання
Зінаїда Тулуб народилася в родині з літературними та культурними традиціями. Це допомогло їй з дитинства заглибитися в українську історію та літературу, що, своєю чергою, вплинуло на її інтерес до зображення національних тем у власній творчості. Письменниця вирішила звернутися до українсько-польської війни та ролі козаків у боротьбі за свободу, адже цей період символізував опір українців зовнішнім ворогам і тяжіння до незалежності.

Дослідження та робота над романом
Для створення "Людоловів" Тулуб здійснила ретельну підготовку: вона вивчала історичні документи, архіви та народні легенди, що допомогло їй відтворити епоху Хмельниччини і передати дух часу. Письменниця також прагнула показати не тільки героїзм козаків, а й повсякденне життя українців у XVII столітті. Вона зосередилася на темі торгівлі людьми, яка тоді була поширеною практикою через набіги татар і польських загонів на українські села.

Перешкоди та складнощі
1930-ті роки в СРСР були часом репресій та обмеження творчої свободи. Твори, які акцентували увагу на національній ідентичності та історії, не завжди схвалювалися владою, адже тоді підтримувалася ідея загальнорадянського патріотизму, а не національної самобутності. Попри це, Тулуб вдалося видати роман, хоча він і не отримав належного визнання в ті часи через політичні обставини.

Значення та подальша доля твору
"Людолови" став вагомим внеском у розвиток української історичної прози. У романі Тулуб вдалося підкреслити незламність українського народу і висвітлити питання збереження національної ідентичності в умовах чужоземних утисків. Після публікації твір зазнавав критики і навіть був частково забутий, проте згодом, особливо в період відродження інтересу до національної історії, "Людолови" було повернуто до літературного процесу, і роман став визнаним надбанням української культури.
"Людолови" і сьогодні залишаються актуальними, оскільки цей роман відкриває глибокий погляд на історичні події, які значною мірою сформували національну свідомість українців.

## Сюжет
1. Захоплення та полон: На початку твору зображено мирне життя українців, яке раптово переривається нападом "людоловів" — кримських татар та польських шляхтичів, які здійснюють набіги на села та захоплюють людей у полон, зокрема жінок і дітей. Мешканці українських сіл зазнають численних страждань, а ті, хто залишився живим, опиняються в неволі.
2. Життя в неволі: Захоплених українців відправляють до Криму, де вони живуть у важких умовах і стикаються з жорстоким поводженням. Однак серед них є люди, які не втрачають сили духу і продовжують боротися за своє життя та свободу. Ця частина роману показує непрості будні полонених, їхні переживання та спроби знайти спосіб втекти з неволі.
3. Боротьба за свободу: Українські козаки та повсталі селяни борються за волю, і врешті-решт деяким полоненим вдається втекти. У цьому їм допомагає прагнення до свободи та вроджений дух опору. Сюжет підкреслює важливість допомоги одне одному та силу об’єднання заради спільної мети.
4. Символіка та патріотизм: Зінаїда Тулуб зображує український народ не тільки як жертву чужинців, але й як силу, здатну до опору та боротьби за свої права. Твір містить яскраві приклади патріотизму та вірності рідній землі, що в кінцевому підсумку допомагає героям витримати випробування і повернутися додому.

## Видання
- Людолови. Історичний роман. [Т.1] – Молодий більшовик, 1935. (?) с.
  - Людолови. Історичний роман. [Т.2] – Молодий більшовик, 1937. (?) с.
- Людолови: істр. роман. – Київ: Художня література, 1957. Т.1, 495 с. Т.2, 624 ч.
- Людолови: іст. роман. – Київ: Державне видавництво художньої літератури, 1958. Т.1, 415 с. Т.2, 636 с.
- Людолови: іст. роман. – Київ: Дніпро, 1961. Т.1, 517 с. Т.2, 637 с.
- Людолови: Історичний роман. – Сімферополь: Таврія, 1973. Т.1, 503 с. Т.2, 598 с.
- Людолови: іст. роман. – Сімферополь: Таврія, 1980. Т.1, 511 с. Т.2, 460 с.
- Людолови: іст. роман. – Київ: Дніпро, 1986. Т.1, 470 с. Т.2, 571 с.
- Людолови: історичний роман / Зінаїда Тулуб. – Київ : Дніпро, 1988. Т.1, 470 с. Т.2., 571 с.
- Твори: в 3 т. Т. 1 : Людолови: роман, кн. 1, 1991. 552 с. Т. 2, кн. 2, 1992. 637 с.
- Людолови. Історичний роман у двох томах. – Хмельницький: Поділля, 1994. Т.1, 512 с. Т.2, 624 с.